# Académie maritime d'Anvers
Pour les articles homonymes, voir HZS.
L’Académie maritime d'Anvers (anciennement, jusqu'en 2022, École supérieure de navigation d'Anvers ou Hogere Zeevaartschool en néerlandais), officiellement Antwerp Maritime Academy (AMA), est une école qui forme essentiellement aux métiers d'officier de la marine marchande. L’établissement, qui dispense ses enseignements en néerlandais, français et anglais, est implanté depuis 1932 dans la zone portuaire au nord de la ville d’Anvers, sur la rive droite de l'Escaut, et accueille des étudiants de 17 nationalités différentes.

## Histoire
Si l’enseignement maritime existe à Anvers depuis le XIVe siècle, l’histoire de l’école actuelle remonte à un établissement qui fut fondé en 1802 par Napoléon Bonaparte. Auparavant déjà, le professeur Gaspard Monge avait été dépêché en 1800 à Anvers pour y organiser l’enseignement maritime,. Napoléon entendait faire d’Anvers une base navale dirigée contre l’Angleterre — « un pistolet braqué sur le cœur de l'Angleterre », selon ses propres termes ; outre les infrastructures, il y avait lieu également d’offrir aux hommes toutes formations utiles.
En 1834, après la création de l'État belge, l’école fut réinstituée. Les enseignements, initialement dispensés en français, étaient en fait du ressort du ministère des Communications et de l’Infrastructure, le code de navigation maritime international occupant une place importante dans le cursus.
Dans l’entre-deux-guerres, en raison de la croissance de la navigation motorisée et à la suite du dédoublement de l’école par la création d’une section en langue néerlandaise, il y eut nécessité d’agrandir. L’on fit donc construire, après appel d’offres national, un nouvel édifice, dans le style Nouvelle Objectivité, en vogue à l’époque, à l’emplacement actuel.
En 1950-1951, l'Union royale des armateurs belges soutient la création du Comité National de Propagande Maritime, pour pallier le manque d'officiers de marine sur le marché du travail et attirer les jeunes vers les études d'officier de marine[réf. à confirmer].
À l’occasion de la réforme de l’État de 1989, la tutelle sur l’école de navigation fut transférée au ministère flamand de l’Enseignement et de la Formation. Le ministère fédéral des Communications garde cependant un droit de regard sur le niveau et le contenu des disciplines spécifiquement nautiques. L’école se distingue par ceci que la Région flamande admet qu’à titre exceptionnel, eu égard au caractère unique de son cursus, des cours puissent y être donnés dans une des deux autres langues nationales belge en l’occurrence le français et dans une langue étrangère, en anglais.

## La formation

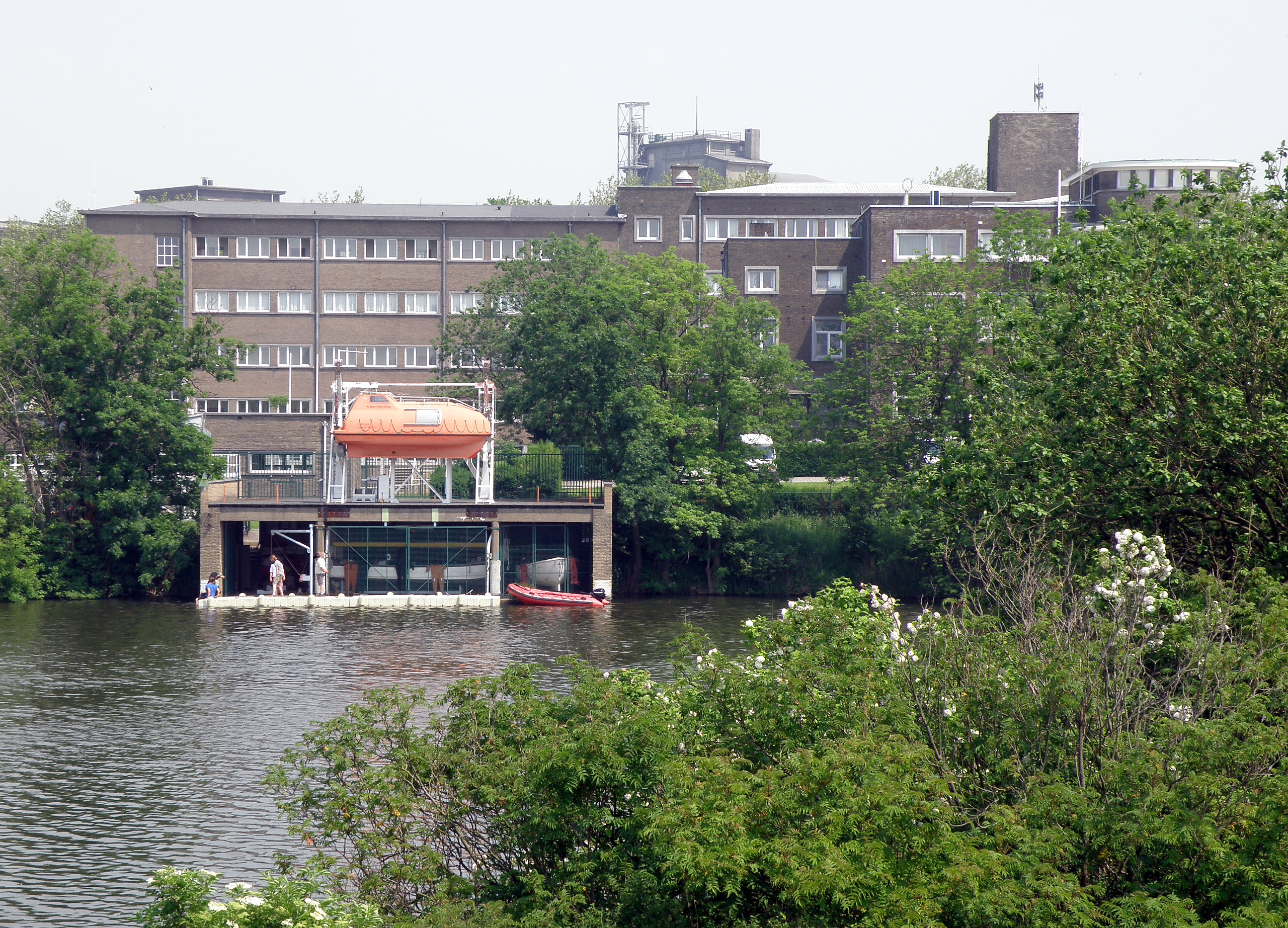
Fossé de l'ancienne citadelle du Nord servant aux exercices sur embarcation de sauvetage.

L’Académie maritime d’Anvers vise à former des officiers à destination de la marine marchande. Cependant, la marine belge a également recours aux services de l’établissement pour former ses officiers. C’est l’une des raisons pour lesquelles l’AMA a pu se soustraire à la grande opération de fusion de l’enseignement supérieur menée en Flandre en 1995.
L'école est ouverte à toute personne ayant obtenu un diplôme d'études secondaires. On y forme des officiers monovalents, qui doivent choisir à leur entrée entre la section pont (sciences nautiques, gestion de la navigation et des marchandises), et la section machine (gestion des moteurs et aspects mécaniques).
Depuis les accords de Bologne, la formation machine aboutit à un Bachelor (trois ans) en mécanique navale, tandis que le cursus pont débouche sur l'obtention soit d’un bachelor (trois ans), soit d'un master (quatre ans) en sciences nautiques. Cette dernière formation, fort polyvalente, se situe au niveau ingénieur industriel, mais avec adjonction de connaissances en langues, droit international, économie et médecine. Après obtention du diplôme à l’école, les aspirants officiers sont tenus de justifier d’une expérience de navigation de plusieurs mois, s’ils veulent porter le grade d’officier.
L’école délivre et approuve les normes de formation, de certificat (STCW) et de surveillance de l’OMI. Elle a aussi obtenu en 2003 le certificat de qualité  ISO 9001:2000. Son régime plurilingue lui permet d’attirer des étudiants de 17 pays différents (Belgique, France, Pays-Bas, Luxembourg, Espagne, Suisse, Liban, Canada, Maroc, Algérie, Congo, Sénégal, etc.). Les étudiants français se tournent en nombre vers l’Académie maritime d’Anvers : environ 35 % de l’ensemble des étudiants sont des Français.
Présentant un profil de formation très spécifique, l’école figure, avec ses quelque 700 étudiants (en 2011-2012), comme la plus petite des hautes écoles de la Région flamande, mais fait partie toutefois du pôle éducatif créé autour de l’université d’Anvers.
En 2023, 11 étudiants forment l'équipage du tall ship Saeftinghe pour se rendre aux Îles Féroé. À Anvers, les Tall Ships' Races maintiennent l'art de la navigation. Le navire-école Dar Młodzieży de la marine polonaise (qui l'utilise pour former des cadets), est un trois-mâts ultra-moderne. Depuis quelques années, ce voilier est utilisé pour le stage de navigation des élèves à l'Ouest de l'Europe.

## L’édifice
Le siège de l’AMA est un édifice moderniste en forme de U, datant de 1931-1933, sis dans la zone portuaire d’Anvers, un peu au nord de la ville, près d’une courbe de l’Escaut, sur la rive droite, à la hauteur de l’ancienne fortification dite citadelle du Nord. Les plans en furent fournis par les architectes bruxellois Josse Van Kriekinge et fils, à l’issue d’un concours national en 1929. Le bâtiment, construit en brique brun-jaune, se compose de trois ailes oblongues en retour d'équerre, de trois à quatre niveaux, à toit plat, dotées à leur intersection orientale une façon de tour à escalier rectangulaire. L’aile principale, dont la façade est orientée vers la ville, présente à l’ouest un face arrondie surmontée d’une terrasse devant figurer un château de navire. Les fenêtres visuellement regroupées en bandes horizontales, marquées notamment par des couvrements, appuis et meneaux se prolongeant en continu, soulignent l’horizontalité de l’ensemble. L’entrée est coiffée d’un ample auvent en béton et a gardé sa porte d’origine. L’intérieur, d’une grande luminosité, s’est bien conservé également, et comprend un élégant hall d’entrée. La salle de direction est ornée de fresques réalisées par les peintres de marines W. F. Creytens, T. Wallet et R. De Pauw et se trouve dotée encore de son mobilier d’origine.
L'édifice est un monument protégé depuis le 3 avril 1995, et reconnu comme patrimoine architectural depuis le 29 mars 2019.
Une partie du fossé de l’ancienne fortification est à l’usage de l’établissement pour ses exercices d’aviron et de natation, et permet aussi aux élèves de s’exercer sur des chaloupes de sauvetage.

## Cinéma
En 2007, l'Union royale des armateurs belges (URAB) est coproductrice du film documentaire La Vague à l'âme, écrit et réalisé par Edith Van Hove, avec la participation de l'École supérieure de Navigation devenue Académie maritime d'Anvers,,.

## Source
- site officiel de l'AMA